# Trena King
Trena King, född 17 januari 1958, är en amerikansk bågskytt. Hon deltog vid olympiska sommarspelen 1984.